# Paratecoma
Paratecoma é um género botânico pertencente à família Bignoniaceae.

## Espécies
- Paratecoma diandra
- Paratecoma peroba